# Anglet
Anglet là một xã trong tỉnh Pyrénées-Atlantiques, thuộc vùng Nouvelle-Aquitaine của nước Pháp, có dân số là 36.800 người (thời điểm 2005).

## Các thành phố kết nghĩa
- Ansbach, Đức